# Pyxicephalus edulis
Pyxicephalus edulis és una espècie de granota que viu a l'Àfrica subsahariana.